# Tomorrow Comes Today
Cet article concerne le single. Pour le maxi, voir Tomorrow Comes Today EP.
Singles de Gorillaz
Rock the House
(2001) Lil' Dub Chefin
(2002)
Pistes de Gorillaz
5/4 New Genious (Brother)
Tomorrow Comes Today est une chanson du groupe anglais Gorillaz. C'est le quatrième single, sorti en 2001, extrait de l'album éponyme du groupe. Il a atteint la position 33e position dans les charts britanniques. 
La chanson a d'abord été en partie écrite par Damon Albarn quand il faisait encore partie du groupe Blur sous le titre de I Got Law.

## Clip
Le clip vidéo, réalisé par Jamie Hewlett, commence par le logo du groupe tagué dans l’œil gauche de 2D. La caméra recule lentement tandis que différents arrière-plans (souvent des immeubles) se succèdent. Le chanteur prend un sourire semblant presque démoniaque tandis que Russel, Murdoc et Noodle apparaissent tour à tour. Quand Stuart commence à chanter, la caméra se trouve dans une ville de nuit avant de passer à un arrière-plan de jour (il y a beaucoup de changements d'arrière-plans dans le clip), tandis que l'image devient rouge quand Murdoc s'approche. Puis, alors que 2D est toujours en train de chanter, différentes images des autres membres du groupe (peut-être des artworks ?) l'entourent. 
La caméra se met ensuite à filmer le chanteur en plan américain tandis que des images de routes défilent (on peut aussi voir plus furtivement ce qui semble être trois singes portant un t-shirt avec la phrase "Laugh now, but one day we'll be in charge"). 2D est ensuite filmé de profil tandis qu'on le voit changer de couleurs avant de revenir à son état normal. Puis vient un plan où lui et la ville se mettent à tourner avant qu'on ne voie à nouveau tout le groupe posant fièrement dans un des véhicules de Murdoc.
Puis le plan où 2D et l'arrière-plan tournent revient (on semble même voir Stuart moins bien, comme si la caméra se brouillait) et, fugacement, on peut voir que Russel a un t-shirt qui semble fait de pierres orange (une référence à la Chose des Quatre Fantastiques). Ensuite, on voit toujours les quatre musiciens qui sont cette fois comme insérés dans un quartier défilant de profil. Après, le clip refait la même chose qu'au début (on voit 2D tandis que des arrière-plans se succèdent très vite) mais à l'envers : c'est-à-dire que la caméra se rapproche de Stuart tandis que ce dernier semble s'évaporer. Puis ils sont à nouveau de profil et, après, on voit une route qui défile tandis qu'on voit se succéder des images du groupe, d'autres images ne montrant que leurs contours et des images de pilules vertes. Si on arrête la vidéo au bon moment, on peut voir que sur ces pilules, il est marqué "Headache Pills" (une référence implicite à l'enfance de 2D, qui était régulièrement fourni par sa mère en ce genre de pilules ?). La vidéo se termine en refaisant exactement le plan du tout début sauf que là, 2D devient tr_s rouge[pas clair] et le logo du groupe se dé-tague.

## Liste des titres
- CD

1. Tomorrow Comes Today
2. Film Music
3. Demain Dub
4. Tomorrow Comes Today (vidéo)

- DVD

1. Tomorrow Comes Today (vidéo améliorée)
2. Film Music
3. Demain Dub
4. Jump the Gut (Part I)
5. Jump the Gut (Part II)

- Vinyle 12"

1. Tomorrow Comes Today
2. Demain Dub
3. Film Music (mode remix)